# Quichuamyia aplanatantennae
Quichuamyia aplanatantennae är en tvåvingeart som beskrevs av Brammer 2005. Quichuamyia aplanatantennae ingår i släktet Quichuamyia och familjen vapenflugor. Inga underarter finns listade i Catalogue of Life.